# Cephalopyge trematoides
Cephalopyge trematoides is een slakkensoort uit de familie van de Phylliroidae. De wetenschappelijke naam van de soort is voor het eerst geldig gepubliceerd in 1889 door Chun.